# Оратіно
Оратіно (італ. Oratino) — муніципалітет в Італії, у регіоні Молізе,  провінція Кампобассо.
Оратіно розташоване на відстані близько 180 км на схід від Рима, 8 км на захід від Кампобассо.
Населення — 1668 осіб (2014).
Щорічний фестиваль відбувається 12 серпня. Покровитель — San Bonifacio.

## Демографія
Населення за роками:

Станом на 1 січня 2023 року в муніципалітеті офіційно проживало 69 іноземців з 20 країн, серед них 12 громадян країн Євросоюзу.

## Сусідні муніципалітети
- Буссо
- Кампобассо
- Кастропіньяно
- Ріпалімозані